# Numa Turpin
Pour les articles homonymes, voir Turpin.
Étienne-Louis-Mathieu dit « Numa » Turpin, né le 25 mai 1802 à Saint-Julien-en-Born et mort le 12 mai 1873 à Lit-et-Mixe, est un homme politique français.

## Biographie
Numa est le fils de Louis-Mathieu Turpin (1770, La Teste – 1813, Saint-Julien-en Born), officier supérieur d'artillerie qui commanda en juin 1807 une des colonnes mobiles établies sur le littoral par le préfet des Landes Duplantier pour s'opposer aux éventuels débarquements anglais et fut maire de Saint-Julien (1800-1813). Sa grand-mère paternelle Catherine Rose Desbiey (1739, Saint-Julien-en-Born – 1822, La-Teste) est la sœur de Guillaume Desbiey (1725, Saint-Julien-en-Born –1785, La-Teste) et de l’abbé Louis-Mathieu Desbiey (1734, Saint-Julien-en-Born – 1817, Bordeaux), les deux frères qui entreprirent en 1769 un essai réussi de fixation d’une dune mobile à Saint-Julien-en-Born.  
il se destina au barreau et se fit recevoir licencié en droit. Libéral militant sous la Restauration, il s'affilia aux Carbonari, et continua, sous Louis-Philippe, d'appartenir à l'opposition démocratique. Mais la Révolution française de 1848 le fit rentrer dans les rangs du parti conservateur. 
Il est un riche et influent propriétaire forestier du Marensin. Sa fille Elisa se marie en 1848 avec Henri Crouzet, ingénieur des Ponts-et-Chaussées. 
Conseiller général du Canton de Castets  depuis 1834, il fut élu, le 23 avril 1848, représentant des Landes à l'Assemblée constituante ; il siégea à droite et fit partie du comité de l'agriculture. 
Réélu, le 13 mai 1849, représentant du même département à l'Assemblée législative, Turpin opina avec la majorité antirépublicaine, pour l'expédition de Rome, pour la loi Falloux-Parieu sur l'enseignement, pour la loi restrictive du suffrage universel. Après le coup d'État de 1851, il ne conserva plus que son mandat de conseiller général et devint maire de Lit-et-Mixe (1843-1848) puis maire de Saint-Julien-en-Born en 1830 à 1843, et de 1860 jusqu'à sa mort.
Il décède le 12 mai 1873, d'une crise aiguë de paludisme en raison des marais régnant autour de Lit et de St-Julien. Son fils Louis Turpin prend sa suite au Conseil général et à la mairie de Saint-Julien-en-Born mais meurt quarante-huit heures après son père, le 14 mai 1873 à l'âge de 45 ans, de la même fièvre des marais.

## Sources
- « Numa Turpin », dans Adolphe Robert et Gaston Cougny, Dictionnaire des parlementaires français, Edgar Bourloton, 1889-1891 [détail de l’édition]